# Eva Lennartz
Eva Lennartz (* 20. Oktober 1987) ist eine deutsche Handballspielerin.
Die 1,66 m große Linksaußen spielte in ihrer Jugend bei der TG Konz und wechselte 2001 zu DJK/MJC Trier. Dort spielte sie in den Jugendteams und in der Regionalligamannschaft und wurde ab der Saison 2006/07 auch in der Bundesliga-Mannschaft eingesetzt. Im Sommer 2012 wechselte sie zum Bundesligaaufsteiger TuS Weibern, von dem sie sich nach nur einer Saison wieder trennte. Anschließend legte Lennartz eine Pause ein. Seit März 2015 läuft sie für den Oberligisten TV Bassenheim auf.